# Arthur Wellesley, hertig av Wellington
Arthur Wellesley, 1:e hertig av Wellington, född 1 maj 1769 antingen i Dublin eller i grevskapet Meath på Irland, död 14 september 1852 i Walmer i Kent, känd som the Iron Duke (’järnhertigen’), var en brittisk militär, torypolitiker och diplomat. Han ledde den allierade armén till seger över Napoleon i slaget vid Waterloo 1815. Dessförinnan hade han åren 1808 till 1814 lett ett framgångsrikt fälttåg mot Napoleon på den Pyreneiska halvön, efter vilket han utnämndes till hertig. Han var vidare Storbritanniens premiärminister 1828–30, 1834 och utrikesminister 1834–35.
Hertigen av Wellington utnämndes till överste 1796, fältmarskalk 1813 och ambassadör i Paris 1814.

## Biografi

### Tidig karriär
Arthur Wellesley var son till Garett Wesley, 1:e earl av Mornington och Elizabeth Sale. Efter studier vid Eton, i Bryssel och vid en krigsskola i Angers utnämndes Wellesley 1787 till officer vid 73:e infanteriregementet, var 1787–1793 adjutant hos lordlöjtnanten på Irland, 1790–1795 ledamot av irländska parlamentet och lyckades genom köp och beskydd redan 1793 förskaffa sig överstelöjtnants fullmakt vid 33:e regementet, varefter han 1794–1795 deltog i kriget i Holland.

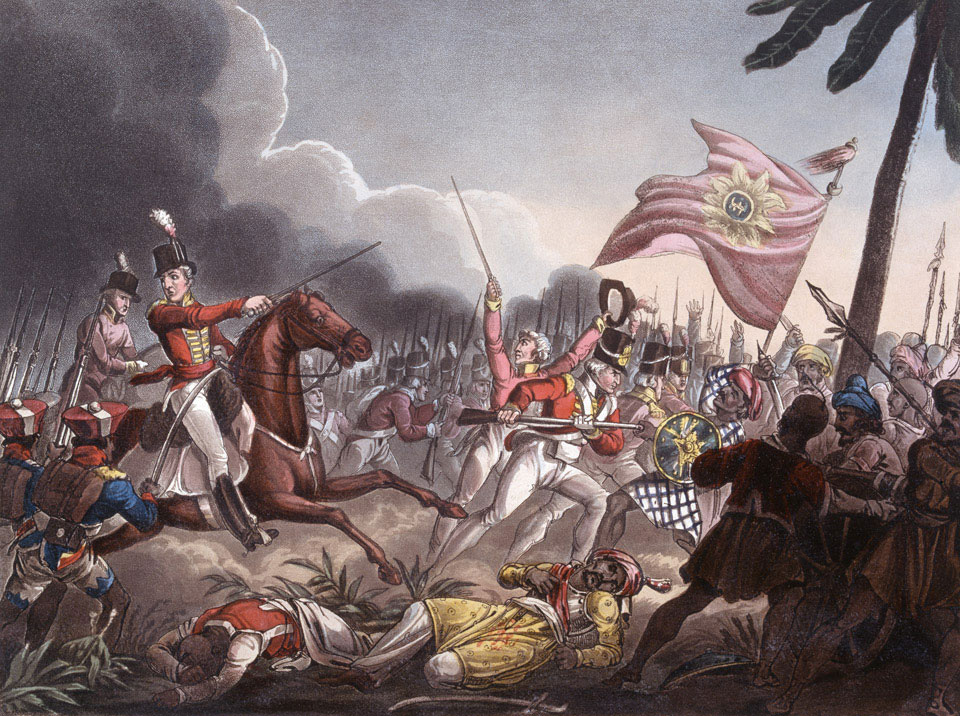
Arthur Wellesley i slaget vid Assaye i en målning av J.C.Stadler. Slaget var en viktig seger i hans karriär och han påpekade senare att det var hans största seger.

### I Indien
År 1796 sändes Arthur Wellesley med sitt regemente till Indien. Efter att 1799 verksamt ha bidragit vid stormningen av Seringapatam utnämndes han av sin broder Richard Colley Wellesley, generalguvernör i Indien,  till högste befälhavare i Mysore och lade som sådan i dagen stor både militär och politisk begåvning. 1802 utnämndes han till generalmajor och deltog i kriget mot maratterna 1803–1804 som brittisk politisk och militär kommissarie för Marathariket och Deccan och bragte kriget mot maratterna till ett för engelsmännen lyckligt slut, genom bland annat segrar vid Assaye 23 september och Argaum 29 november 1803. Wellesly ledde 1804 fredsunderhandlingarna med marattstaterna. Efter fälttågets slut belönades han med knight-värdighet och lämnade Indien på våren 1805.

### Napoleonkriget

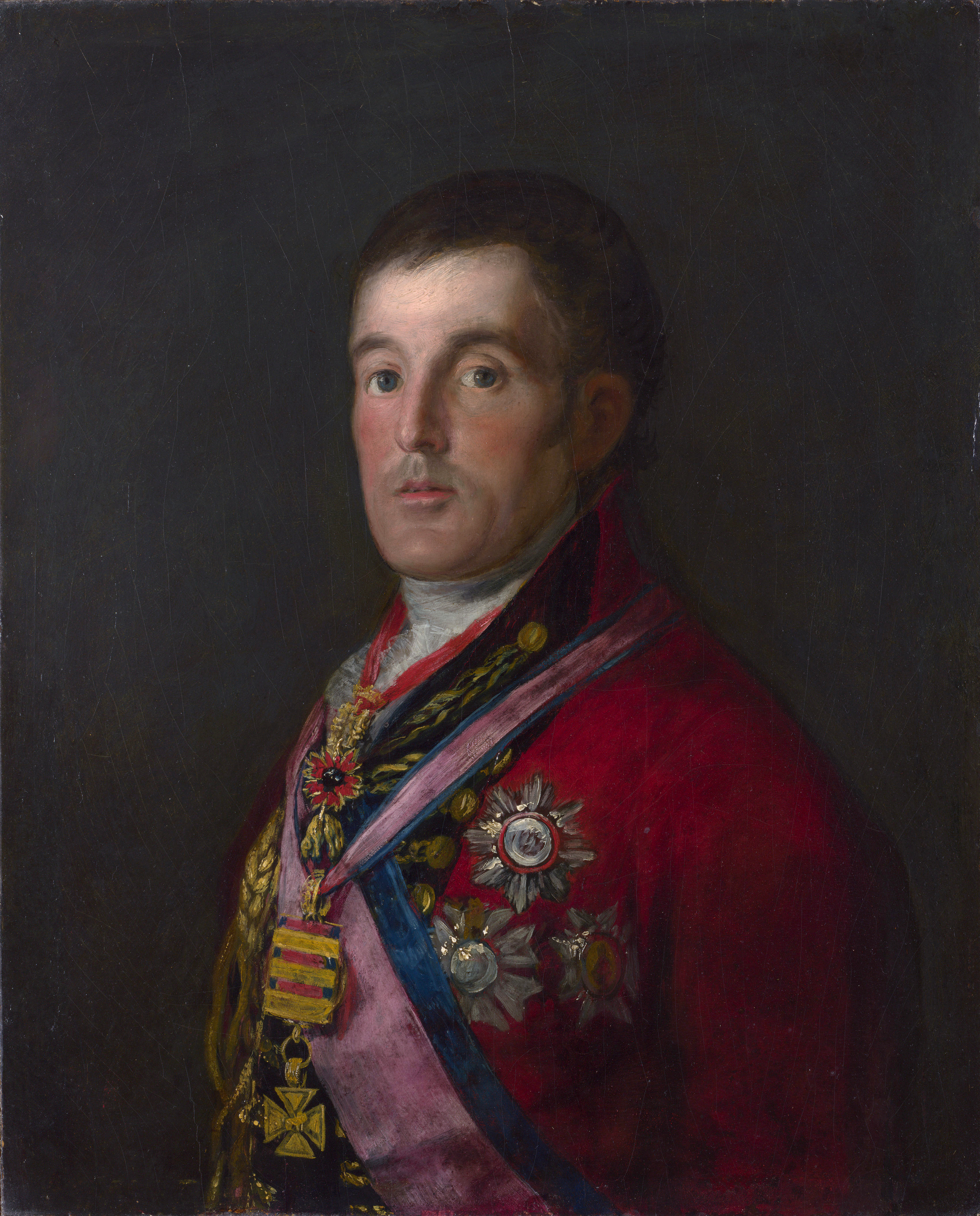
Porträtt målat av Francisco Goya 1812–14.

Vid Lord Cathcarts expedition till Hannover 1805 förde Wellesley en brigad. Han invaldes 1806 i brittiska parlamentets underhus och följde 1807 som sekreterare lordlöjtnanten, hertigen av Richmond, till Irland och deltog som divisionschef i företaget mot Köpenhamn, varvid han utmärkte sig i slaget vid Køge 29 augusti och även ledde underhandlingarna om Köpenhamns kapitulation.
År 1808 sändes han med 9 000 man till Pyreneiska halvön för att bekämpa fransmännen och där blev han den ledande kraften i motståndet mot dem och skaffade sig därigenom världsrykte. Hans framryckning från Portugal mot Jean-Andoche Junot 1808 och segrarna i slagen vid Roliça och Vimeiro 17 och 21 augusti, hans infall i Spanien 1809, hans seger i slaget vid Talavera 27–28 juli, som belönades med pärskap samt titlarna viscount Wellington av Talavera och baron Douro, och hans väl utförda återtåg till Portugal, inrättandet av den befästa ställningen vid Torres Vedras, där han från oktober 1810 till mars 1811 trotsade de numerärt vida överlägsna fransmännens alla anfall, hans förnyade infall i Spanien 1811, hans kraftiga anfallsrörelser 1812, intagandet av Ciudad Rodrigo (19 januari), segern vid Salamanca (22 juli) och Madrids intagande (12 augusti), de förnyade anfallsrörelserna 1813, varpå följde den lysande segern vid Vitoria (21 juni) samt fransmännens fördrivning från Spanien, segern vid Toulouse (10–11 april 1814) – alla dessa händelser bär vittnesbörd om Wellingtons stora förmåga att planlägga och utföra krigsrörelserna och att leda trupperna på slagfältet. Hans armé var ofta mindre än motståndarens och ofta hade han att kämpa med politiska svårigheter och misstroende från spanjorerna, sina egna högre officerare och politiska kretsar i hemlandet, men han övervann alla hinder som hopade sig över honom.
I England utnämndes han 1812 till earl (efter Ciudad Rodrigo) och markis samt 1814 (vid hemkomsten) till hertig av Wellington. Även Portugal och Spanien hedrade honom: han upphöjdes till greve av Vimeiro 1811, markis av Torres Vedras samt hertig av Vitoria och av Ciudad Eodrigo och grand av Spanien, allt 1812, samt markis av Douro 1814. Brittisk fältmarskalk blev han 1813 efter de franska arméernas utdrivning ur Spanien.

#### Krigets slutskede och avslutning
Efter Napoleons fall och fredsslutet 1814 blev han i juli ambassadör i Paris och efterträdde i februari 1815 Lord Castlereagh som Englands representant vid Wienkongressen, dock utan att där spela någon mera framträdande roll. Efter Napoleons återkomst (mars 1815) fick han befälet över den av 35 000 engelsmän samt 60 000 nederländare och tyska kontingenter bildade armé, som sammandrogs i Nederländerna och som skulle verka mot fransmännen i förening med preussiska armén under Gebhard Leberecht von Blücher. Napoleon hade så när sprängt de alltför mycket spridda engelska och preussiska arméerna, men genom Wellingtons lugn och hans truppers goda egenskaper lyckades den förra armén hålla stånd vid Waterloo (18 juni 1815) tills preussarna anlände, varefter fransmännens nederlag blev fullständigt. Därefter ryckte han in i Paris och genom underhandlingar med Joseph Fouché fick han utan motstånd Ludvig XVIII återuppsatt på tronen.
Vid frågan om fredsvillkoren slöt han sig till Rysslands yrkande att Frankrike ej skulle tvingas till alltför stora landavträdelser (Preussen krävde Elsass-Lothringen). Han blev därefter i oktober befälhavare för den ockupationsarmé, som för fem år skulle underhållas i Frankrike men på kongressen i Aachen 1818 biträdde han förslaget om ockupationens omedelbara upphävande, ehuru han därigenom personligen led en ofantlig minskning i inflytande och inkomster.

### Politiker och ambassadör

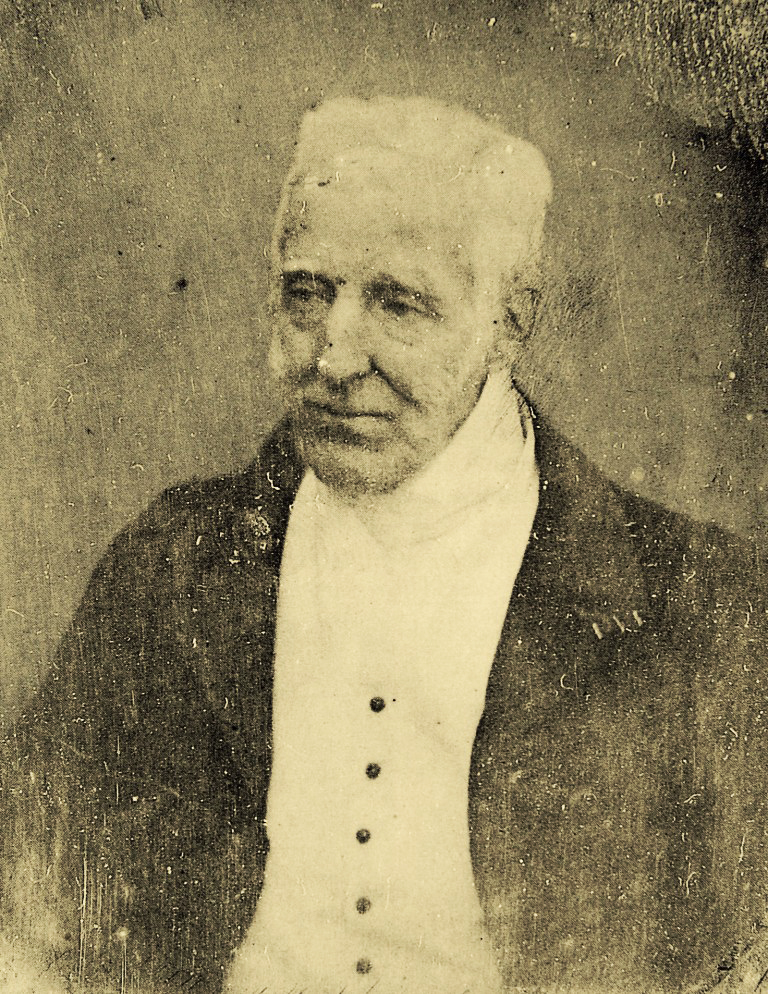
Daguerreotypfotografi från 1844.

Efter återkomsten till England intog han som generalfälttygmästare en plats i kabinettet, men spelade där ingen betydande roll. Då Castlereagh dog, skickades Wellington 1822 att ta hans plats på kongressen i Verona, där han motsatte sig Rysslands förslag att Europas makter skulle utfärda en deklaration mot spanska konstitutionen, liksom planen att sända en rysk interventionsarmé till Spanien. Han var oense med George Canning i fråga om de spanskamerikanska republikernas erkännande, men stödde dennes plan att i förening med Ryssland intervenera till förmån för grekerna i deras kamp mot turkarna. Han åtog sig i detta syfte 1826 en utomordentlig beskickning till Ryssland, där han emellertid inte förmådde uträtta mycket. 1827 utnämndes han till högste befälhavare över armén, och utgick i april samma år ur ministären, då Canning blev dess chef.

Hertigen av Wellingtons heraldiska vapen.

Efter ministären Goderichs fall i januari 1828 fick han i uppgift att bilda ett kabinett, och som dess chef genomförde han 1829 i förening med Robert Peel katolikernas emancipation, trots att han tidigare satt sig emot denna av Whigs-partiet påyrkade åtgärd. Katolikernas emancipation var det wellingtonska kabinettets storverk; i övrigt var hans ministertid ej utmärkt av många framgångar. Den bestämdhet, med vilken Wellington förklarade sig emot parlamentsreformen, för vilken då livligt agiterades i England, bragte hans kabinett på fall den 15 november 1830. Han blev själv så impopulär, att han på Waterloo-dagen 1831 hotades av Londons pöbel. I maj 1831 anmodades han att bilda en kampministär mot parlamentsreformen, men misslyckades och höll sig vid den avgörande omröstningen i överhuset borta med sina anhängare för att undvika en tilltänkt massutnämning av nya pärer för förslagets genomdrivande.
År 1834 erbjöd konungen honom att bilda ett nytt kabinett, men han pekade på Peel såsom lämpligare ministerpresident, ledde styrelsen till dennes hemkomst från Italien och tvekade sedan ej att tjäna under Peel som utrikesminister de få månader hans ministär höll sig (till april 1835). Han var även medlem i Peels andra kabinett (1841–46), såsom regeringspartiets ledare i överhuset. 1842 blev han ånyo arméns högste befälhavare. Han drog sig 1846 tillbaka från det politiska livet.

## Eftermäle
Om hans sista år har Palmerston yttrat, att ”ingen vare sig levde eller dog i besittning av sina landsmäns mera enhälliga kärlek, aktning och beundran”. Han ligger begraven i Sankt Pauls-katedralen, där ett ståtligt monument av Alfred Stevens ägnats honom. Redan under Wellingtons livstid restes vid Hyde Park Corner, mitt emot hans residens Apsley House, en ryttarstaty över honom. Den var konstnärligt otillfredsställande, nedtogs 1883 och ersattes 1888 av en av Joseph Boehm. Statyer över honom har även rests annorstädes, till exempel i Glasgow och Edinburgh.
Nya Zeelands huvudstad Wellington och flera andra städer med namnet Wellington är uppkallade efter honom. Därutöver har han givit namn åt ett äpple, ett bombplan och maträtten biff Wellington. I engelska språket kallas gummistövlar Wellingtons eller Wellington boots.

## Utmärkelser
- Storkors av Torn- och svärdsorden,  18 oktober 1811
- Riddare av Gyllene skinnets orden,  7 augusti 1812
- Gyllene skinnets orden,  7 augusti 1812
- Riddare av Elefantorden,  juli 1815
- Riddare med storkors av Vilhelms militärorden,  8 juli 1815[4]
- Riddare av Helgeandsorden,  27 november 1815
- Storkors av Sankt Hermenegilds orden,  1 februari 1817
- Riddare med storkors av Sankt Ferdinands Förtjänstorden,  16 juli 1817
- Riddare med stora korset av Svärdsorden
- Januariusorden
- Annunziataorden
- Storkorsriddare av Sankt Mauritius och Sankt Lazarusorden
- Georgsorden, första klass
- Sankt Annas orden, första klass
- Rutkroneorden
- Sankt Hermenegilds orden
- Riddare av Sankt Mauritius och Sankt Lazarusorden
- Army Gold Medal
- Zähringer Löwenorden
- Max-Josefsorden
- Waterloo Medal
- Svarta örns orden
- Riddare med storkors av Bathorden
- Riddare med storkors av Maria-Teresiaorden
- Riddare av Mikaelsorden
- Fellow of the Royal Society
- Badiska husorden Fidelitas
- Sankt Alexander Nevskij-orden
- Strumpebandsorden
- Första klassen av Röda örns orden
- Andreasorden
- Sankt Ferdinands orden
- Sankt Patriksorden
- Guelferorden
- Kommendör av Svärdsorden

[Redigera Wikidata]